# Faedis
Faedis (friülès Faedis, eslovè Fojda) és un municipi italià, situat a la regió de Friül – Venècia Júlia i a la província d'Udine. L'any 2007 tenia 3.023 habitants. Limita amb els municipis d'Attimis, Kobarid (Caporetto) (Eslovènia), Moimacco, Povoletto, Pulfero, Remanzacco, Taipana i Torreano.

## Administració
| Període | Identitat         | Partit         |
| ------- | ----------------- | -------------- |
| 2009-   | Cristiano Shaurli | Centreesquerra |